# Orchesticus abeillei
Orchesticus abeillei е вид птица от семейство Тангарови (Thraupidae), единствен представител на род Orchesticus. Видът е почти застрашен от изчезване.

## Разпространение
Видът е разпространен в Бразилия.